# Guduriški vrh
Guduriški vrh (srbsko: Gudurički vrh) je s svojimi 641 mnm najvišji vrh Avtonomne pokrajine Vojvodina v Srbiji. Hrib nosi ime po bližnji vasi Gudurica, kjer živijo tudi Banatski Slovenci. 